# ヌーベルバーグ (テレビ技術会社)
株式会社ヌーベルバーグ（英: Nouvelle Vague Co.,Ltd.）は、株式会社NVCの連結子会社で、テレビ番組の制作技術業務を行う技術プロダクション。1992年7月14日設立。

## 沿革
- 2004年4月 - 株式会社ヌーベルフォースとして設立。
- 2004年6月 - 株式会社ヌーベルポスプロセンターとして設立。
- 2005年1月 - 株式会社グランメール（ドラマ専門の技術会社）として設立。
- 2009年 - 株式会社ヌーベルフォース、株式会社ヌーベルポスプロセンター、株式会社グランメールより各部門の営業譲渡を受け、現商号ならびに現在の事業に変更。
- 2021年12月- 渋谷に床面と壁面にワイド8mの大型LEDを導入したXR/IPの収録配信スタジオ「n00b.st（スタジオ ヌーブ）」をオープン

## フォース事業部
スタジオ・ENG・ドラマ技術の事業。日本テレビの全般番組では技術を制作に基づいてスタッフ派遣を担当している。

### テレビ番組
（凡例）音：音声担当のみ、太字：現在放映中また継続中（特番の場合）の番組・これから放映される番組。

### ネット動画配信
レギュラー番組
- AbemaPrime（AbemaTV 2016年4月11日-）
- 指原莉乃&ブラマヨの恋するサイテー男総選挙（AbemaTV、いまじん 2016年4月11日-）

#### 技術運営
- 日テレNEWS24

## 関連会社
- 株式会社NVC
- ヌーベルアージュ株式会社
- ヌーベルメディア株式会社